# Love Creeps
Love Creeps (titre original : Love Creeps) est le troisième roman de l’auteur américain Amanda Filipacchi, paru en 2005 puis traduit en français, italien, hollandais, russe, polonais et coréen.
Love Creeps est salué par la critique aux États-Unis et ailleurs, qui fait l’éloge de son humour et sa pénétration de la psychologie humaine.  Il aborde des questions d’amour, de désir, d’obsession, et de dépendance dans un contexte urbain postmoderne et cynique.
Les auteurs Bret Easton Ellis, Tama Janowitz, et Edmund White en font des louanges sur la quatrième de couverture, et le réalisateur Brian Dannelly dit de ce livre, « C’est l’histoire d’amour de traqueurs à New York. C’est fantastique. C’est le livre le plus drôle que j’ai jamais lu. » 
Love Creeps était l’un des meilleurs livres de l’année 2005 selon The Village Voice. 

## Résumé
Love Creeps est l’histoire d’un triangle de traqueurs, deux hommes et une femme.  Ils se traquent de façon obsessionnelle, et puis les rôles s’inversent, démontrant ainsi la nature capricieuse de l’attirance des uns pour les autres.

## Prix
France:
- Meilleur Roman Etranger: Love Creeps d’Amanda Filipacchi (Éditions Denoël): Lauriers Verts de la Forêt des Livres (2006)[3]

U.S.:
- Meilleur livre de prose: Love Creeps d’Amanda Filipacchi (St. Martin’s Press): 2006 Devil’s Kitchen Reading Award (Southern Illinois University)[4]

## Adaptation
Single Cell Pictures, la compagnie de production de Michael Stipe (de R.E.M.) a pris une option sur les droits d’auteur pour un film basé sur le livre.

## Accueil critique
« Inventif…très drôle…le style [d’Amanda Filipacchi] rappelle d’une certaine manière celui de Muriel Spark.  C’est vif, spirituel, malin, espiègle… Love Creeps est un plaisir rare. C’est fin et perspicace quant à la pente savonneuse du désir. Et c’est extrêmement drôle. » — The Boston Globe
« Plein d’humour et vif…très perspicace…Brillant. » — Booklist
« Une œuvre de fiction psychologique pénétrante. » — Kirkus Reviews